# Tomi Rantamäki
Tomi Rantamäki (* 18. September 1968 in Ähtäri) ist ein finnischer Curler.

## Karriere
Rantamäki spielte erstmals international bei der Juniorenweltmeisterschaft 1990 als Fourth des finnischen Juniorenteams; die Mannschaft kam auf den zehnten und letzten Platz. Seine erste Europameisterschaft bei den Erwachsenen spielte er 1994, bereits als Skip der finnischen Mannschaft, mit der den sechsten Platz belegte. Bei der Europameisterschaft 1994 wurde er Neunter.
Zur Europameisterschaft kehrte er erst 2009 zurück und wurde wieder Neunter. 2010 nahm er zum ersten Mal an der Mixed-Europameisterschaft teil; das von ihm geskippte Team kam auf den 15. Platz. Deutlich besser lief es bei der Mixed-Europameisterschaft 2013, bei der er Vierter wurde; im Spiel um Platz 3 unterlag er mit seiner Mannschaft dem Schweizer Team um Silvana Tirinzoni. Im darauffolgenden Jahr kam er bei der Mixed-Europameisterschaft 2014 auf den fünften Platz.
2016 trat er zusammen mit Oona Kauste bei der Mixed-Doubles-Weltmeisterschaft an und wurde Siebter. Den gleichen Platz belegte er bei der Mixed-Doubles-Weltmeisterschaft 2017, bei der er wieder mit Kauste spielte.
Rantammäki spielte zusammen mit Oona Kauste für Finnland beim erstmals ausgetragenen Mixed-Doubles-Wettbewerb bei den Olympischen Winterspielen 2018. Nach einem Sieg und sechs Niederlagen in der Round Robin kam das finnische Team auf den achten und letzten Platz. Nach dem positiven Dopingbefund bei Alexander Kruschelnizki und der Disqualifikation des Teams Olympic Athletes from Russia rückten sie auf den siebten Platz vor.